# Серторіанський університет в Уесці
Серторіанський університет Уескі (ісп. Universidad Sertoriana de Huesca) - колишній іспанський університет, розташований в Уеську, Арагон.
Серторіанський університет Уескі був заснований 12 березня 1354 Педром IV Арагонським. Університет заснували незважаючи на те, що Яків ІІ Справедливий надав місту Леріда ексклюзивні права на управління аналогічним навчальним закладом на території Арагонського королівства. За Серторії в Уеську існувала Латинська академія, але в установчому документі Петра IV не згадується традиція класичних наук. Згодом новий університет отримав ім'я римського політика та лідера. Університет розташовувався в будівлі, де зараз знаходиться Музей Уескі, в якому збереглося кілька кімнат, що належали арагонським палацам королів XII століття. Університет був закритий в 1845, після ліберальної освітньої реформи Карла III.